# Munsell Color Company

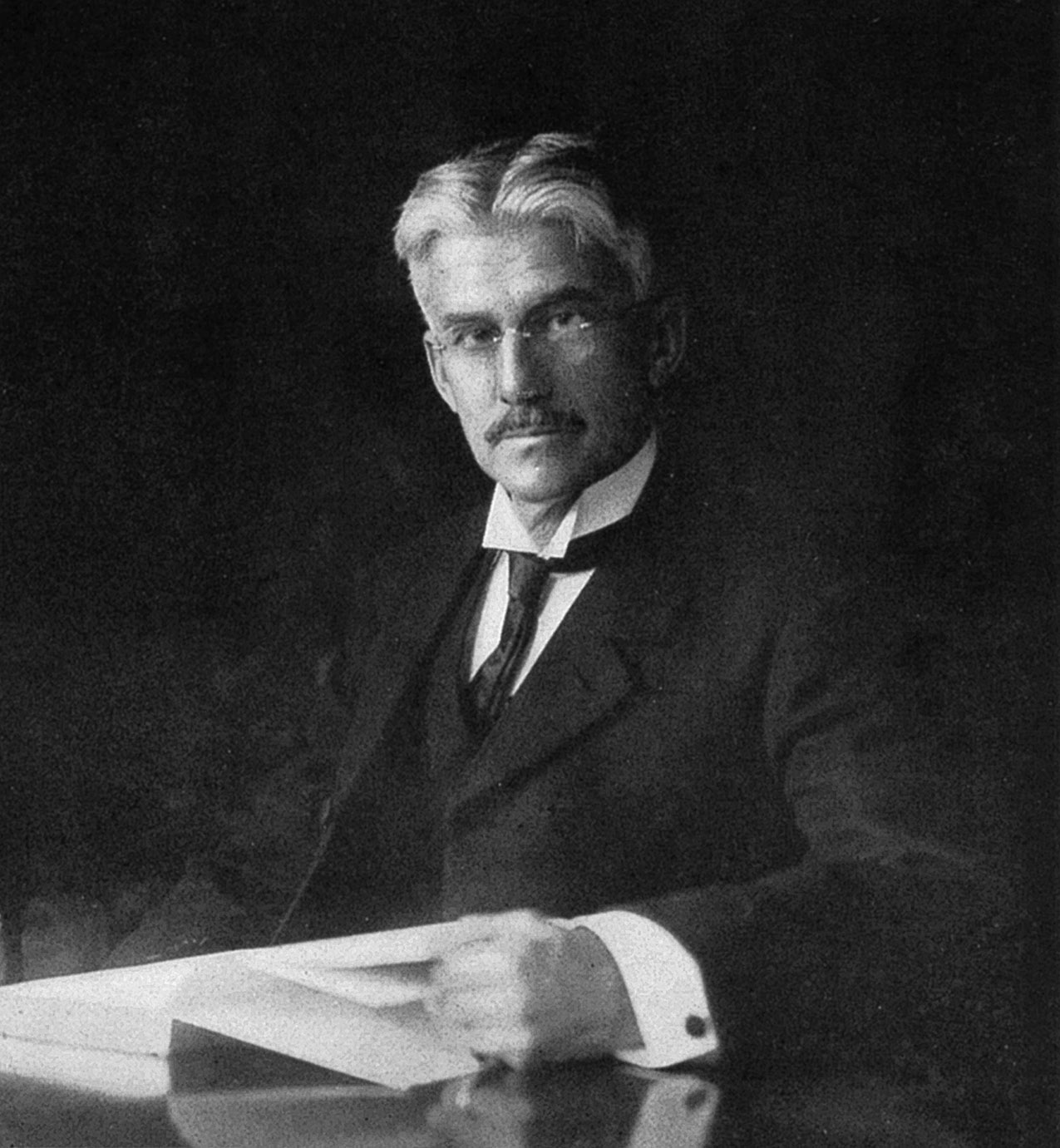
Засновник Компанії Кольору Манселя
Професор Альберт Г. Мансель

Компанія Кольору Манселя була заснована Альбертом Г. Манселем у 1917 році разом з іншими акціонерами, Артуром Алленом і Реєм Грінліфом. Компанія розташовувалася в Бостон, Массачусетс. Ця компанія виробляла книги, продавала кольорові матеріали для шкіл, такі як картони, акварель, кольоровий папір та шкільні прилади, а також викладала принципи Системи Кольору Манселя. Після смерті Альберта Г. Манселя його син, Александр Ектор Ор Мансель, був переконаний взяти на себе керівництво компанією і її реорганізацію, перейменовуючи її на Фонд Кольору Манселя. Фонд Кольору Манселя переїхав до Нью-Йорка з освітніми цілями і заснував Мансельську Дослідницьку Лабораторію, яку фінансувала родина Манселя. Через кілька років Фонд Кольору Манселя та Лабораторія переїхали до Балтімор, Меріленд, щоб бути ближче до Національного бюро стандартів та Університет Джонса Хопкінса. Александр Мансель присвятив свій час навчанню в Університеті Джонса Хопкінса та під керівництвом І. Г. Пріста, щоб продовжити дослідження робіт свого батька. У 1983 році трюсті Фонду проголосували за закриття Фонду Кольору Манселя та його передачу до Рочестерського технологічного інституту, з якого була створена Лабораторія Кольору Манселя.

## Коротка біографія Альберта Г. Манселя
Альберт Г. Мансель народився в Бостоні, Массачусетс, 6 січня 1858 року і помер 24 червня 1918 року. У юності він вивчав мистецтво в Массачусетській нормальній школі мистецтв і вирушив за кордон на École des Beaux-Arts у Париж, щоб подальше вивчення мистецтва. Рух імпресіонізму був великим хітом у його часи. Він вигравав нагороди за свою роботу в галузі анатомії, перспективи та композиції. Його твори були високо високо оцінені і виставлялися в Бостоні, Нью-Йорку, Піттсбургу та Чикаго. Більшість його картин були пейзажними роботами морського пейзажу. По поверненні в Массачусетс він став вчителем малювання та живопису за античними фігурами, моделями, композицією та анатомією.
У початку 1900-х Альберт Мансель вів щоденники про розвиток Кольорової просторової Системи Манселя. Причина створення Системи Кольору Манселя полягала в тому, щоб зробити кольори легкими та зручними для навчання дітей, оскільки він вірив, що, якщо дітей правильно навчати, кольори будуть для них більш значущими та корисними протягом усього життя. Він віддав свій час продовженню робіт над своєю кольоровою просторовою Системою Манселя.
У 1917 році Альберт Г. Мансель заснував Компанію Кольору Манселя. Він витратив свій час на роботу над Системою Кольору Манселя та опублікував кілька книг, таких як Кольорова Нотація (1905), Атлас Кольорової Системи Манселя (1915) та Граматика Кольору: Розташування Паперів Стратмор в Різноманітних Кольорових Комбінаціях Згідно з Системою Кольору Манселя (1921). Він був першим, хто створив Систему Кольору Манселя для розділення трьох атрибутів - відтінок, значення та хроматичність — щоб вона була сприйнятливою візуально. І дані системи кольору Манселя були найточнішим вимірюванням візуальних реакцій людини на колір.[джерело?]

## Фонд Кольору Манселя
Компанію Кольору Манселя заснував Альберт Г. Мансель, який віддавав свій час на розробку системи порядку кольору. Співвласниками акцій разом з Альбертом Манселем були Артур Аллен та Рей Грінліф. Альберт Мансель розробив систему кольору на основі людського сприйняття. І, зрештою, його система кольору стала популярною та використовується дотепер по всьому світу. Компанія Кольору Манселя була створена для здійснення бізнесу через видання книг і карток, крейд, акварелі, кольорових сфер, кольорового паперу та шкільних приладів. Після смерті Альберта Манселя його родина підтримувала компанію на його пам'ять. Компанія була пізніше реорганізована як Фонд Кольору Манселя і переїхала до Нью-Йорка. Фонд був створений як Мансельська Лабораторія Кольору для продовження наукових робіт системи кольору Манселя.
Син Альберта, Александр Ектор Ор Манселл, був переконаний Алленом та Грінліфом взяти на себе обов'язки генерального директора Фонду кольору Манселла. Александр не цікавився бізнесом та художньою складовою. Його цікавив лише науковий аспект робіт Альберта Манселла. Таким чином, Александр вирішив передати виробництво та реалізацію крейд Munsell компанії Binney and Smith, а шкільне приладдя - компанії Favor, Ruhl and Company. В Munsell Color Company залишилися лише виробництво паперів "Атлас", діаграм, дисків та видань Munsell. Тим часом Фонд кольору Манселла та Колористична лабораторія Манселла переїхали до Балтімора, штат Меріленд, де було зручно взаємодіяти з Національним бюро стандартів та Університетом Джонса Гопкінса. Александр планував провести лабораторні дослідження зі спектрофотометрією, штучним денним світлом, темною кімнатою та постерами для живопису поруч з університетом Джонса Гопкінса під керівництвом I.G. Priest. На основі його успішних досліджень було опубліковано "Книгу кольору Манселла", яка замінила "Атлас кольорової системи Манселла" Альберта Манселла.
Пізніше Фонд кольору Манселла перетворився на некомерційну організацію. Александр більше не мав часу турбуватися про бізнес-аспекти компанії, коли він фокусувався на наукових дослідженнях. Таким чином, він взяв участь у відкритій зустрічі з лідерами в галузі кольорознавства та підтвердив, що Фонд кольору Манселла відмовився від бізнесу. Національне бюро стандартів та Міжсуспільна рада кольорознавства призначили спеціальних опікунів для служби в правлінні Фонду. Ці опікуни були призначені для представництва інтересів кольорознавства в науці та освіті. Метою цієї компанії було "сприяти науковому та практичному розвитку знань про колір, зокрема стандартизації, номенклатурі та специфікації кольору, а також сприяти практичному застосуванню цих результатів до проблем кольору, що виникають у науці, мистецтві та промисловості."
У 1983 році правління Фонду ухвалило рішення про закриття Фонду кольору Манселла. Вони передали дохід від Фарбової наукової лабораторії Манселла Рочестерському технічному інституту, який був обраний отримувачем. Більшість продуктів, що належали Фонду кольору Манселла, тепер належать компанії X-Rite.

### Лабораторія кольорової науки Манселла
Правління Фонду кольору Манселла ухвалило рішення закрити фонд і передати лабораторію кольорової науки Манселла обраному отримувачу, Рочестерському технічному інституту. Лабораторія кольорової науки Манселла знаходилася в Рочестерському технічному інституті в будівлі Центру зображувальної науки Честера Ф. Карлсона. Заснування Лабораторії кольорової науки Манселла було завдяки зусиллям Франка Грума, першого директора Лабораторії кольорової науки Манселла, та Р.С. Хантера, професора кольорової науки. Франк Грум раніше працював у Фонді кольору Манселла. Зараз метою цієї лабораторії є поліпшення наукових досліджень в галузі зображувальної науки.

### Внесок Фонду кольору Манселла
Книги Альберта Г. Манселла
Колірна нотація
Атлас кольорової системи Манселла
Граматика кольору: розташування паперів Strathmore в різноманітних друкованих комбінаціях кольорів відповідно до кольорової системи Манселла
Кольорова компанія Манселла
Фотометр винаходу Альберта Г. Манселла
Крейони Манселла
Фонд кольору Манселла
Книга кольору Манселла (вдосконалена версія порівняно з Атласом кольорової системи Манселла)
Універсальний фотометр
Тест на 100 відтінків кольорознавства Фарнсворта-Манселла
Кольорове дерево Манселла

## X-Rite

Логотип компанії X-Rite Incorporated

X-Rite - виробник продуктів для забезпечення відповідності кольору, який продовжує акцентувати увагу на галузі зображувальної науки. Компанія розташована в Гранд-Рапідс, Мічиган. Спочатку їхнім першим продуктом була рентгенівська маркуюча стрічка, представлена в 1961 році. Раніше X-Rite працювала головним чином над продуктами, пов'язаними з обробкою фільмів та рентгенівськими променями. Згодом X-Rite перейшла в галузь вимірювання кольору. Вони придбали продукцію Манселла та інших компаній з зображувальної науки. X-Rite зберегла продукти Манселла та інших компаній з зображувальної науки для використання їх майбутніми поколіннями.

## Дивіться також
- Альберт Генрі Манселл
- Манселлівська система кольорів
- Кольоровий простір CIE 1931
- Фотометр
- Колориметр
- CIE Лабораторний кольоровий простір

## Зовнішні посилання
- Шаблон:Офіційний веб-сайт
- A grammar of color: arrangements of Strathmore papers in a variety of printed color combinations according to the Munsell color system... Mittineague, Mass. : The Strathmore Paper Company. 1921 - цифрова репродукція з Бібліотеки Лінди Холл